# 祝丘故城故县故城
祝丘故城，位于山东省临沂市河东区汤河镇故县村，是中华人民共和国山东省文物保护单位之一。
2006年12月7日，授予山东省文物保护单位，是一座古遗址。